# Xyris straminea
Xyris straminea är en gräsväxtart som beskrevs av Nilsson. Xyris straminea ingår i släktet Xyris och familjen Xyridaceae. Inga underarter finns listade i Catalogue of Life.